# Курочкин, Николай Иванович
Никола́й Ива́нович Ку́рочкин (1923—1975) — рабочий Рыбинского машиностроительного завода, депутат Совета Союза Верховного Совета СССР 7 и 8 созывов.

## Биография
Родился в 1923 году в деревне Большие Осовики Рыбинского уезда. Окончил среднюю школу № 2 в Рыбинске. Участвовал в Великой Отечественной войне.
Всю оставшуюся жизнь работал на Рыбинском машиностроительном заводе (ныне НПО «Сатурн»). За успехи в труде (в том числе выполнение пятилетки за четыре года) награждён орденами Ленина и Октябрьской Революции, медалями. Был рабочим корреспондентом. Избирался депутатом Совета Союза Верховного Совета СССР 7 и 8 созывов (1966—1974) по Рыбинскому избирательному округу Ярославской области. За четыре года у него на приёме побывало около 1500 граждан. В 1975 году ему присвоено звание «Почётный гражданин города Рыбинска».
Умер в 1975 году.

## Комментарии
1. ↑  Деревня Большие Осовики находилась на левом берегу реки Волга в 13 верстах от Рыбинска[1] и относилась к 1-му стану Рыбинского уезда; утрачена при создании Рыбинского водохранилища[2], ныне — территория городского округа Рыбинск, Ярославская область[3].